# Гёстлинг-ан-дер-Ибс
Гёстлинг-ан-дер-Ибс (нем. Göstling an der Ybbs) — ярмарочная коммуна (нем. Marktgemeinde) в Австрии, в федеральной земле Нижняя Австрия.
Входит в состав округа Шайбс. Площадь общины составляет 143,73 км², население — 1983 человека (1 января 2021), плотность населения — 14 чел./км². Официальный код — 32002.

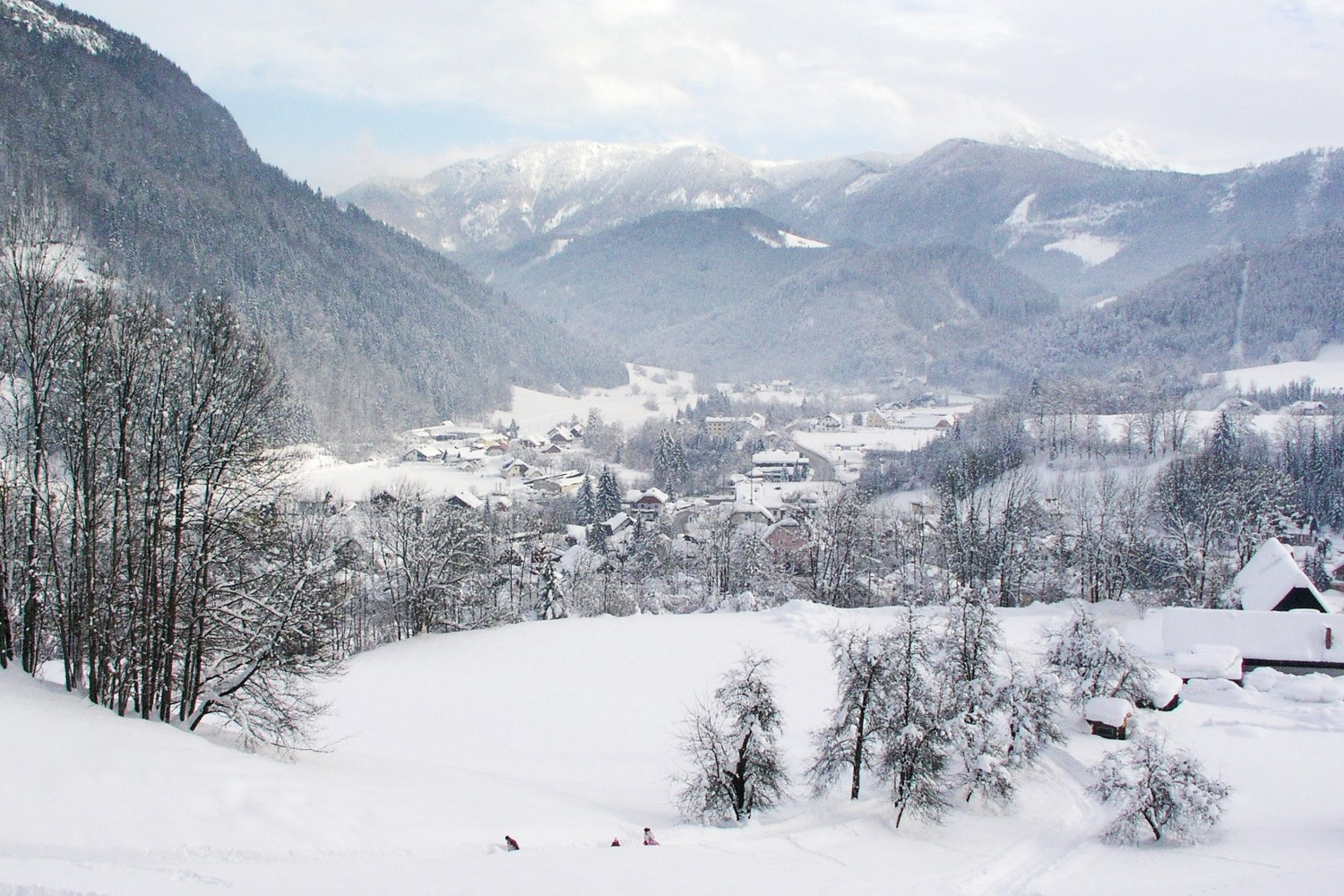
Гёстлинг-на-Ибсе — панорама.

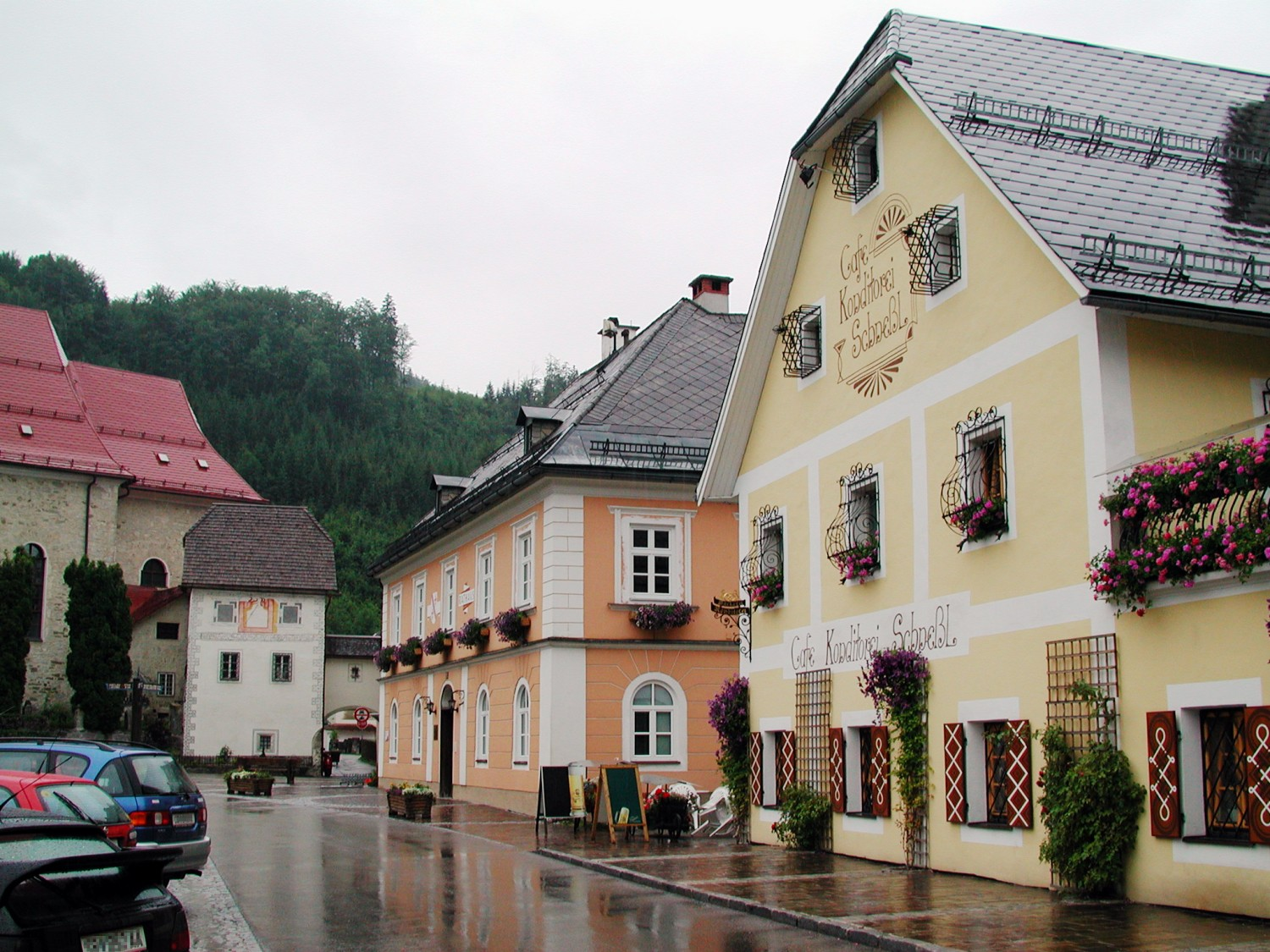
Гёстлинг-на-Ибсе

## Население
| Год  | Численность |
| ---- | ----------- |
| 1869 | 2031        |
| 1889 | 1748        |
| 1890 | 1630        |
| 1900 | 1852        |
| 1910 | 2117        |
| 1923 | 2244        |
| 1934 | 2069        |
| 1939 | 1886        |
| 1951 | 1998        |
| 1961 | 2053        |
| 1971 | 2159        |
| 1981 | 2198        |
| 1991 | 2187        |
| 2001 | 2181        |
| 2011 | 2085        |
| 2021 | 1983        |

## Политическая ситуация
Бургомистр коммуны — Франц Хайгль по результатам выборов 2005 года.
Совет представителей коммуны (нем. Gemeinderat) состоит из 21 места.
- АНП занимает 12 мест.
- СДПА занимает 9 мест.